# Ruta de Illinois 157
La Ruta de Illinois 157, y abreviada IL 157 (en inglés: Illinois Route 157) es una carretera estatal estadounidense ubicada en el estado de Illinois. La carretera inicia en el oeste desde la IL 3  , GRR 1   en Cahokia hacia el este en la US 66  , IL 140   en Hamel. La carretera tiene una longitud de 57,1 km (35.50 mi).

## Mantenimiento
Al igual que las autopistas interestatales, y las rutas federales y el resto de carreteras estatales, la Ruta de Illinois 157 es administrada y mantenida por el Departamento de Transporte de Illinois por sus siglas en inglés IDOT.